# Warpaint
Warpaint é uma banda norte-americana de rock de Los Angeles, formada em 2004. A formação atual consiste das fundadoras Emily Kokal (vocais e guitarra), Theresa Wayman (vocais e guitarra), Jenny Lee Lindberg (baixo), e Stella Mozgawa (bateria), que entrou na banda em 2009.

## História
O Warpaint foi formado no dia 14 de fevereiro - dia de São Valentim - de 2004 em Los Angeles. A formação original consistia das amigas de infância Emily Kokal e Theresa Wayman junto com as irmãs Jenny Lee Lindberg e Shannyn Sossamon. A banda tocou em Los Angeles por três anos, escrevendo e experimentando com músicas ("Stars", "Beetles" e "Elephants") que por fim fariam parte de seu EP de estréia.
Em dezembro de 2007 a banda começou a gravação de tal EP, que contou com a produção de Jacob Bercovici e a mixagem de John Frusciante (namorado de Emily na época). O EP, chamado de Exquisite Corpse, foi lançado por conta própria em 6 de outubro de 2008. Foi bem vendido dentro da cidade de Los Angeles, e no ano seguinte relançado mundialmente em vinil pela Manimal Vinyl, recebendo boa recepção crítica. Na mesma época, o posto de baterista era ocupado pela australiana Stella Mozgawa e logo a banda assinaria um contrato com a gravadora Rough Trade. 
O primeiro álbum do grupo, The Fool, foi lançado em 25 de outubro de 2010. O lançamento do álbum foi seguido por uma extensa turnê pelos Estados Unidos e o Reino Unido, com a banda se apresentando em grandes festivas como o Coachella, Bonnaroo, Glastonbury e os Festivais de Reading e Leeds. Antes do lançamento do álbum, a banda ainda contribuiu com um cover de Ashes to Ashes do David Bowie para o álbum tributo We Were So Turned On: A Tribute to David Bowie.
Em janeiro de 2014, o segundo álbum da banda, Warpaint, foi lançado. Um breve documentário mostrando a gravação do álbum seguiu-se logo após.

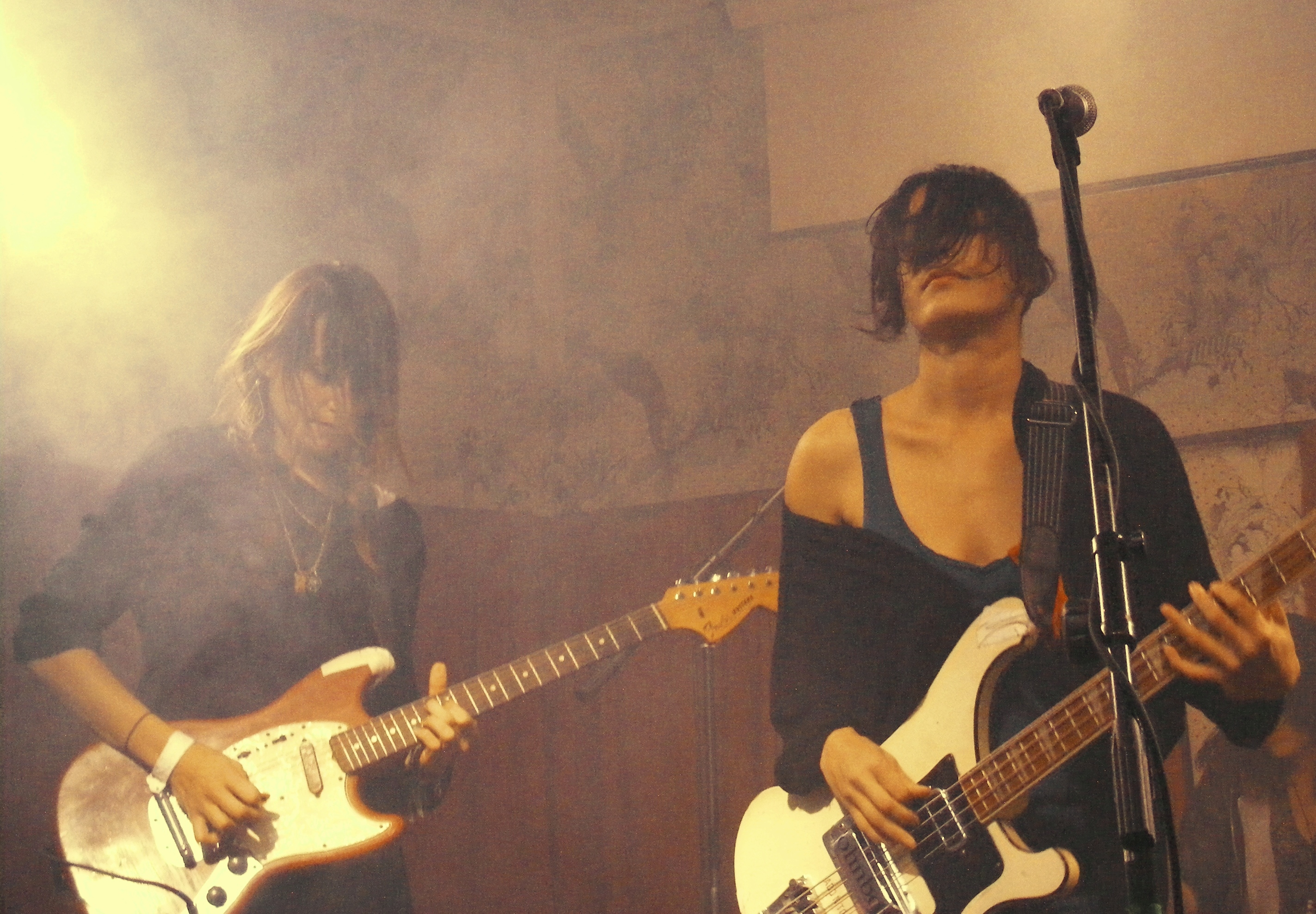
Theresa (à esquerda) e Jenny Lee (à direita) em performance do Warpaint.

## Discografia
- Exquisite Corpse EP (2008)
- The Fool (2010)
- Warpaint (2014)
- Heads Up (2016)

## Membros

### Membros Atuais
- Emily Kokal – vocal, guitarra, sintetizador (2004–presente)
- Theresa Wayman – guitarra, vocal, teclado, bateria (2004–presente)
- Jenny Lee Lindberg – baixo, vocal (2004–presente)
- Stella Mozgawa – bateria, guitarra, teclado, vocal (2009–presente)

### Ex-integrantes
- Shannyn Sossamon – bateria, vocal (2004–2008)
- David Orlando – bateria (2007–2009)
- Michael Quinn – bateria, cello (2009)
- Josh Klinghoffer – bateria, guitarra (2009)